# 弓欽
弓 欽（きゅう きん、궁흠）は、中国太原出身の殷の貴族である。朝鮮氏族兎山弓氏の始祖である。
弓欽は、殷が滅亡するときに箕子と共に朝鮮に亡命、箕子と共に箕子朝鮮を建国して江華に定着し、詩書・礼楽・礼儀・祭祀・冠婚葬祭・政治制度を朝鮮に教えた。